# Ellehoved
Ellehoved (dansk) eller Ellhöft (tysk) er en landsby og kommune beliggende få kilometer syd for Tønder på grænsen mellem den nordfrisiske marsk og den midtslesvigske gest. Administrativt hører kommunen under Nordfrislands kreds i den tyske delstat Slesvig-Holsten. Til kommunen hører også Bøvlund (Böglum) og Struksbøl (Struxbüll). Den samarbejder på administrativt plan med andre kommuner i omegnen i Sydtønder kommunefællesskab (Amt Südtondern). I kirkelig henseende hører Ellehoved under Sønder Løgum Sogn. Sognet lå i Kær Herred (Tønder Amt), da Slesvig var dansk indtil 1864.
Ellehoved er første gang nævnt 1543 (SJySkJb s. 295). Stednavnet er sammensat af elle og -hoved for et forspring. Bøvlund er første gang nævnt 1497. Stednavnet henføres enten glda. boghi (krum) eller bōk (bøg), måske oprindelig Bøgelund. Struksbøl (sdjysk Strusbøl) er første gang nævnt 1533 (Tønder Amts Regnskaber).
Der har siden år 2000 ligget en såkaldt borgervindpark i byen.